# Lars-Christian Brask
Lars-Christian Brask, né le 25 mai 1963 à Visby (Suède), est un homme politique danois, membre de l'Alliance libérale.

## Biographie
Lars-Christian Brask commence sa carrière politique en étant élu conseiller municipal de Roskilde lors des élections de novembre 2013, sous les couleurs du parti Venstre. Il est réélu pour un second mandat lors des élections de novembre 2017, à l'issue desquelles il devient deuxième maire-adjoint de la commune,.
Il est candidat aux élections législatives de juin 2019 dans la circonscription de Seeland mais ne parvient pas à remporter de siège, devenant seulement le deuxième suppléant de son parti dans la circonscription. 
En novembre 2019, il annonce quitter Venstre pour rejoindre l'Alliance libérale. Il est tête de liste du parti lors des élections municipales de novembre 2021, où il est réélu au conseil municipal.
Il est élu député au Folketing lors des élections législatives anticipées de novembre 2022. Après le scrutin, il devient le président de la délégation danoise au Conseil nordique.